# Szymankowo (województwo wielkopolskie)
Szymankowo – osada w Polsce położona w województwie wielkopolskim, w powiecie poznańskim, w gminie Murowana Goślina.
Wieś szlachecka, własność wojewody płockiego Piotra Potulickiego. Około 1580 roku leżała w powiecie poznańskim województwa poznańskiego.